# Thelypteris sapechoana
Thelypteris sapechoana är en kärrbräkenväxtart som beskrevs av Alan Reid Smith och M. Kessler. Thelypteris sapechoana ingår i släktet Thelypteris och familjen Thelypteridaceae. Inga underarter finns listade.